# Patrouilleur 109
Pour les articles homonymes, voir PT-109 (homonymie).
Pour plus de détails, voir Fiche technique et Distribution.
Patrouilleur 109 (PT 109) est un film américain de Leslie H. Martinson sorti en 1963.
Patrouilleur 109 est le premier film sorti en salles sur un président américain alors qu'il est encore en fonction. Il est sorti en juin 1963 en Cinémascope Warnercolor, à peine cinq mois avant l'assassinat de Kennedy.

## Synopsis
Le film décrit les actions du président des États-Unis John Fitzgerald Kennedy alors qu'il est officier de la marine des États-Unis et commandant la vedette lance-torpilles PT-109 lors de la guerre du Pacifique pendant la Seconde Guerre mondiale.

## Fiche technique
- Titre original : PT 109
- Réalisation : Leslie H. Martinson
- Scénario : Richard L. Breen d'après le livre de Robert J. Donovan
- Adaptation : Howard Sheehan et Vincent X. Flaherty
- Directeur de la photographie : Robert Surtees
- Montage : Folmar Blangsted
- Musique : David Buttolph et William Lava
- Production : Bryan Foy et Jack L. Warner
- Genre : Film de guerre, Film biographique
- Pays de production :  États-Unis
- Durée : 140 minutes
- Dates de sortie :
  - États-Unis : 19 juin 1963
  - France : 4 septembre 1963
- Affiche : Jean Mascii (France)

## Distribution
- Cliff Robertson (VF : Roger Rudel) : Lt. John F. Kennedy
- Ty Hardin (VF : Marc Cassot) : Ens. Leonard J. Thom
- James Gregory (VF : Michel Gatineau) : Cmdt. C.R. Ritchie
- Robert Culp (VF : Claude Bertrand) : Ens. George 'Barney' Ross
- Grant Williams (VF : Jacques Thébault) : Lt. Alvin P. 'Al' Cluster
- Lew Gallo (VF : Henry Djanik) : Yeoman Rogers
- Errol John : Benjamin Kevu
- Michael Pate (VF : René Bériard) : Lt. Reginald Evans
- Robert Blake (VF : Serge Lhorca) : Charles 'Bucky' Harris
- William Douglas (VF : Claude D'Yd) : Gerard Zinser
- Biff Elliott (VF : Serge Sauvion) : Edgar E. Mauer
- Norman Fell (VF : Pierre Leproux) : Edmund Drewitch
- Sam Gilman (VF : Bernard Woringer) : Raymond Starkey
- Clyde Howdy (VF : Jacques Dynam) : Leon Drawdy
- Buzz Martin (VF : Georges Poujouly) : Maurice Kowal
- James McCallion (VF : Jean-François Laley) : Patrick McMahon
- Evan McCord : Harold Marney
- Sammy Reese : Andrew Kirksey
- Glen Sipes : William Johnson
- John Ward (VF : Jean Amadou) : John Maguire
- David Whorf (VF : Jacques Bernard) : Raymond Albert
- George Gaynes (VF : Gabriel Cattand) : le commandant de la première flottille de vedettes lance-torpilles
- Pat Colby (VF : Jacques Torrens) : Schnibbe
- Tom Middleton (VF : Jacques Deschamps) : Lt. Brantingham
- George Takei : le timonier sur le destroyer japonais
- Andrew Duggan (VF : Roland Ménard) : le narrateur

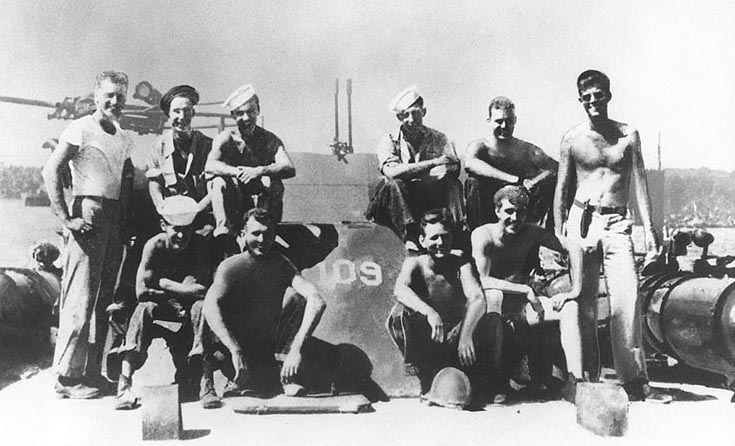
L'équipage de la vedette lance-torpilles PT-109 en 1943. Kennedy est le premier en partant de la droite.